# Alfons Bartulewicz
Alfons Bartulewicz (ur. 18 sierpnia 1916 w Szaciłówce, zm. 4 września 1984) – starszy strzelec Wojska Polskiego, członek załogi i obrońca Wojskowej Składnicy Tranzytowej na Westerplatte w wojnie obronnej 1939.

## Życiorys

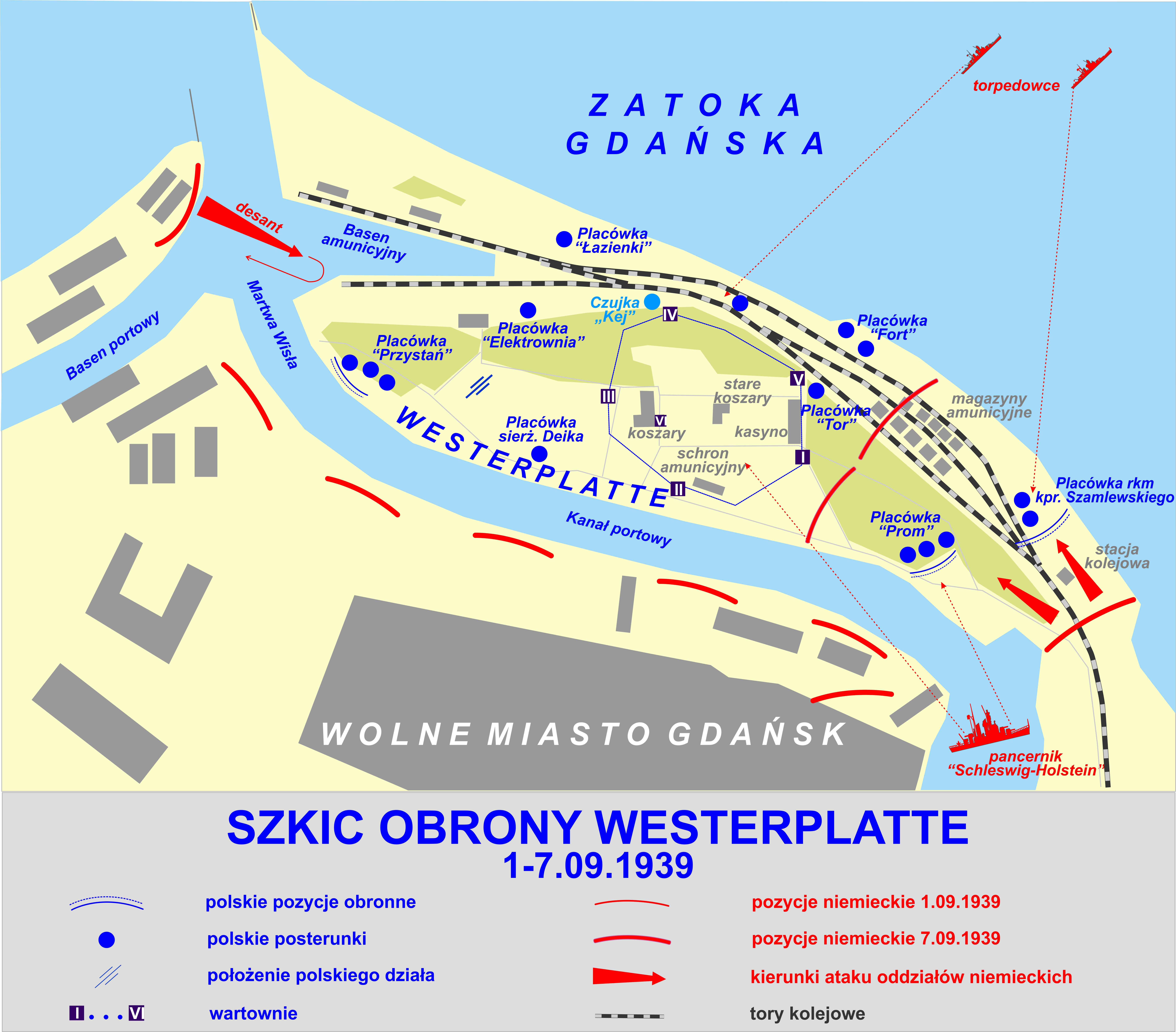
Obrona Westerplatte

Urodził się w Szaciłówce, w rodzinie Łukasza i Michaliny z domu Kalinowska. Miał czworo rodzeństwa. Ukończył szkołę powszechną w Ostrej Górze. Terminował u zegarmistrza i pomagał rodzicom w prowadzeniu gospodarstwa rolnego. 5 maja 1938 został powołany do odbycia zasadniczej służby wojskowej. Wcielony został do 2 Morskiego batalionu strzelców w Gdyni-Oksywiu. 5 sierpnia 1937 przeniesiony na Hel, skąd 8 czerwca 1939 przybył na Westerplatte. W czasie obrony walczył w obsadzie wartowni nr 3. Był ranny. Jako jeniec wojenny Stalagu I A Stablack, mający w ewidencji obozowej wpisany zawód zegarmistrz – trafił do Żelowa, do zegarmistrza Niemca, z poręczenia którego mógł na noc nie wracać do obozu. Po całodziennej pracy odpoczywał w małym pomieszczeniu na poddaszu. W 1945 do miasteczka wkroczyła Armia Czerwona. Z powodu czystych wypielęgnowanych rąk zegarmistrza został zakwalifikowany na zsyłkę. Przymusowa podróż w zamkniętych bydlęcych wagonach towarowych trwałą jeden miesiąc i dziesięć dni. Nieoczekiwanie znalazł się w osadzie Żaba w pobliżu miasteczka Głazów. O dalszym jego losie mówi lakoniczny wpis w książeczce wojskowej: „10 II 1945 r. wyzwolony przez wojska radzieckie. Internowany do ZSRR powraca do Polski 11 VIII 1945”. Od 1946 zamieszkał w Białymstoku. Początkowo pracował jako operator w kinie „Ton”, a później we własnym warsztacie zegarmistrzowskim aż do przejścia na emeryturę w 1980.
W listopadzie 1946 zawarł związek małżeński z Sabiną (1923–2020), z którą miał dwie córki: Barbarę (ur. 1950) i Małgorzatę (ur. 1960).
Zmarł 4 września 1984. Został pochowany na cmentarzu Farnym w Białymstoku (kwatera 12, nr grobu 22996).

## Upamiętnienie
- Tablica na Westerplatte z nazwiskiem Bartulewicza[7]

## Ordery i odznaczenia
- Krzyż Kawalerski Orderu Odrodzenia Polski (1974)
- Krzyż Srebrny Orderu Virtuti Militari (pośmiertnie, 1989)[8]
- Medal „Za udział w wojnie obronnej 1939” (1982)
- Brązowy Medal „Zasłużonym na Polu Chwały” (1960)
- Odznaka Grunwaldzka (1946)